# (6711) Holliman
(6711) Holliman (1989 HG) – planetoida z pasa głównego asteroid okrążająca Słońce w ciągu 4,11 lat w średniej odległości 2,56 j.a. Odkryta 30 kwietnia 1989 roku.